# La pícara soñadora (película de 1956)
La pícara soñadora  es una película en blanco y negro de Argentina dirigida por Ernesto Arancibia sobre el guion de Abel Santa Cruz que se estrenó el 24 de mayo de 1956 y que tuvo como protagonistas a Mirtha Legrand, Alfredo Alcón, Amalia Sánchez Ariño y Ricardo Galache. En 1968 hubo una versión televisiva protagonizada por Evangelina Salazar y en 1991 una telenovela para la televisión mexicana.

## Sinopsis
Una vendedora de tienda vive en la sección mueblería sin que nadie lo advierta.

## Reparto
- Mirtha Legrand …Silvia Vidal
- Alfredo Alcón …Freddy / Pedro Cáceres
- Amalia Sánchez Ariño …Abuela de Pedro
- Ricardo Galache
- Emilio Gaete ... Nicanor Gándara
- Violeta Antier
- Blanca Tapia
- Aída Villadeamigo
- Francisco Audenino
- Carlos Barbetti
- Alberto Barcel
- Mario Baroffio
- Osvaldo Terranova
- Marta González
- Pedro Pompilio
- Rafael Diserio
- Carlos Bianquet

## Comentarios
Noticias Gráficas dijo:

”El autor del libro….vuelve a cometer un nuevo desliz en su carrera…sus personajes caen dentro de la órbita de lo baladí y el director…se muestra plenamente consustanciado con el libro original.”